# A Wife's Sacrifice

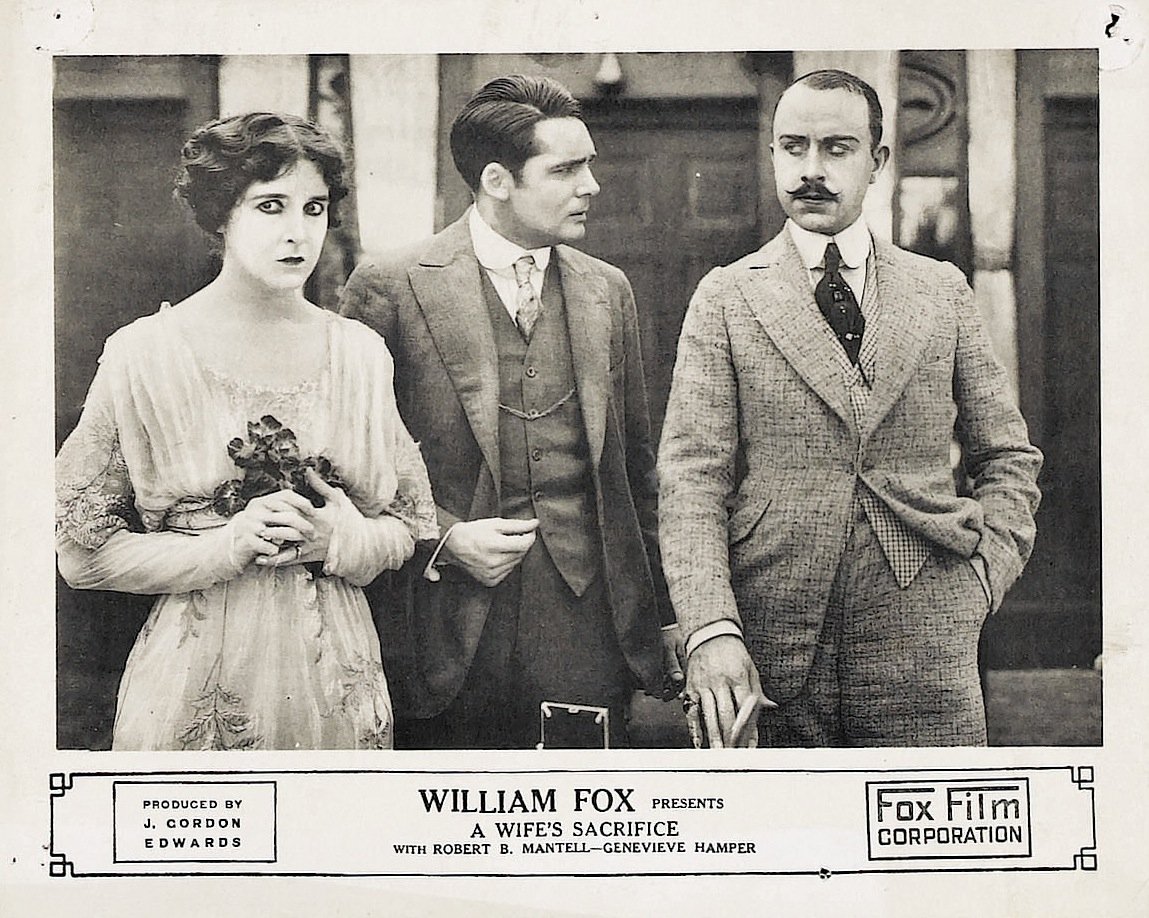
Carte promotionnelle du film, avec Genevieve Hamper, Walter Miller et Stuart Holmes.

A Wife's Sacrifice est un film américain réalisé par J. Gordon Edwards et sorti en 1916.

## Synopsis
Un frère et une sœur, Peppo et Gorgone, détruisent l'acte de décès de Palmieri, décédé à Calcutta, et prennent son identité pour hériter de 20 millions de francs. Ils engagent un cabinet d'avocats à Paris, où Gorgone rencontre le comte De Moray, un riche diplomate qui vient de rentrer d'Inde, et tentent de le piéger.

## Fiche technique
- Réalisation : J. Gordon Edwards
- Scénario : J. Gordon Edwards
- Production : William Fox
- Photographie : Phil Rosen
- Distributeur : Fox Film Corporation
- Durée : 5 bobines[1]
- Date de sortie : 27 mars 1916

## Distribution
- Robert B. Mantell : Conte de Moray
- Genevieve Blinn : Contesse de Moray
- Claire Whitney : Pauline de Moray
- Louise Rial : Madame de la Marche
- Henry Leone: Maltia
- Genevieve Hamper : Gorgone
- Stuart Holmes : Peppo
- Walter Miller : Elliott Drakew
- Walter McCollough : Robert Burel
- Jane Lee : Marie Magnetti
- William Gerald : Muller, Jeweler
- Franklin B. Coates : Valier, Consul de Calcutta

## Production
Le film a été tourné à Kingstone en Jamaïque.